# Departamento Sarmiento (Chubut)
Das Departamento Sarmiento liegt im Süden der Provinz Chubut im Süden Argentiniens  und ist eine der 15 Verwaltungseinheiten der Provinz. 
Es grenzt im Norden an das Departamento Paso de Indios, im Osten an das Departamento Escalante, im Süden an die Provinz Santa Cruz und im Westen an das Departamento Río Senguer. 
Die Hauptstadt des Departamento Sarmiento ist Sarmiento.

## Bevölkerung

### Übersicht
Das Ergebnis der Volkszählung 2022 ist noch nicht bekannt. Bei der Volkszählung 2010 war das Geschlechterverhältnis mit 5.898 männlichen und 5.498 weiblichen Einwohnern recht ausgeglichen.
Nach Altersgruppen verteilte sich die Einwohnerschaft auf 3.472 (30,5 %) Personen im Alter von 0 bis 14 Jahren, 7.231 (63,5 %) Personen im Alter von 20 bis 64 Jahren und 693 (6,1 %) Personen von 65 Jahren und mehr.

### Bevölkerungsentwicklung
Das Gebiet ist dünn besiedelt. Seit 1991 wächst die Einwohnerschaft stark. Die Schätzungen des INDEC gehen von einer Bevölkerungszahl von 15.802 Einwohnern per 1. Juli 2022 aus.
| Jahr | 1947  | 1960  | 1970  | 1980  | 1991  | 2001  | 2010   | 2022    |
| Einwohner                                                                                                | 5.140 | 5.816 | 6.955 | 7.267 | 7.663 | 8.724 | 11.396 | k. Ang. |
| Bevölkerungsentwicklung des Departements seit 1947; Quelle: Ergebnisse der Volkszählungen in Argentinien |       |       |       |       |       |       |        |         |

## Städte und Gemeinden
Das Departamento Sarmiento ist in folgende Gemeinden aufgeteilt:
- Buen Pasto
- Sarmiento
- Matasiete
- Las Pulgas
- Los Manantiales
- Puerto El Chulengo